# Catherine O’Regan

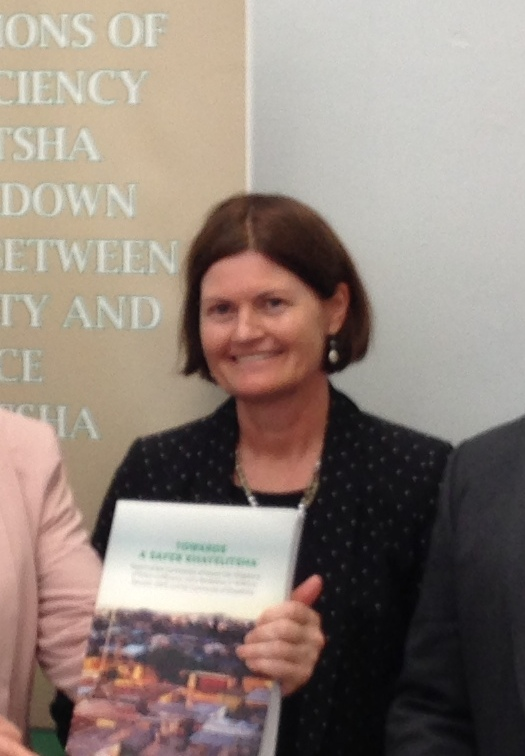
O'Regan (2014)

Catherine Mary Elizabeth „Kate“ O’Regan (* 17. September 1957 in Liverpool) ist eine südafrikanische Juristin. Sie fungierte von 1994 bis 2009 als Richterin am Verfassungsgericht der Republik Südafrika und ist seit 2010 Richterin am Verwaltungsgericht des Internationalen Währungsfonds.

## Leben
Catherine O’Regan wurde 1957 in der englischen Stadt Liverpool geboren und lebt seit 1965 in ihrem Heimatland Südafrika, wo sie in Kapstadt aufwuchs. An der dortigen Universität erlangte sie 1987 einen B.A.-Abschluss und zwei Jahre später einen Bachelor of Laws. Darüber hinaus erwarb sie 1981 an der Universität Sydney einen Master of Laws und 1988 an der London School of Economics and Political Science die Promotion. Von 1982 bis 1985 praktizierte sie als Rechtsanwältin in Johannesburg, insbesondere in den Bereichen Arbeits- und Grundstücksrecht.
Nach ihrer Promotion wirkte sie in den Jahren 1988/1989 als wissenschaftliche Mitarbeiterin, von 1990 bis 1992 als Dozentin und von 1992 bis 1994 als Professorin an der juristischen Fakultät der Universität Kapstadt. Im Jahr 1994 wurde sie im Alter von 37 Jahren als Richterin an das neu entstandene Verfassungsgericht der Republik Südafrika berufen, an dem sie bis 2009 und damit für die maximal mögliche Amtsdauer von 15 Jahren tätig war. Seit 2010 ist sie Richterin am Verwaltungsgericht des Internationalen Währungsfonds, seit 2011 fungiert sie zudem als Präsidentin des Gerichts.
Darüber hinaus hat sie eine Ehrenprofessur an der Universität Kapstadt und eine Gastprofessur an der University of Oxford inne. Von Hifikepunye Pohamba, dem Präsidenten Namibias, wurde sie zudem für die Zeit von Februar 2012 bis Januar 2013 zur Richterin an den Obersten Gerichtshof des Landes berufen.

## Auszeichnungen
Catherine O’Regan ist seit 2009 auswärtiges Ehrenmitglied der American Academy of Arts and Sciences. Die Universität von KwaZulu-Natal (2001) und die Universität Kapstadt (2004) verliehen ihr die Ehrendoktorwürde. 2016 wurde sie zum Ehrenmitglied der British Academy gewählt.

## Publikationen (Auswahl)
- The Three Rs of the Constitution: Responsibility, Respect and Rights. In: Acta iuridica. 2004, ISSN 0065-1346, S. 86–95.
- From Form to Substance – the Constitutional Jurisprudence of Laurie Ackermann. In: Acta iuridica. 2008, ISSN 0065-1346, S. 1–17.